# Матанзима, Кайзер
Кайзер Матанзима (англ. Kaiser Matanzima; род. 5 июня 1915 года, Мтата, Южно-Африканский союз — 15 июня 2003 года, Квинстаун, Южно-Африканская Республика) — южноафриканский политический деятель, лидер бантустана Транскей.

## Биография
Родился 5 июня 1915 года в городе Мтата провинции Восточный Кейп. Он был националистическим лидером и участником движения против апартеида, которое боролось за равные права для чернокожих в Южной Африке. Матанзима играл важную роль в политической жизни страны на протяжении многих лет и считался одним из наиболее влиятельных африканских лидеров своего времени.
Матанзима начал свою политическую карьеру в 1937 году, когда присоединился к Национальному конгрессу Южной Африки (ANC). Он был членом руководства партии и действовал вместе с Нельсоном Манделой (которому он приходился племянником) и Оливером Тамбо. В 1944 году Матанзима стал первым председателем Южно-Африканской студенческой организации (SASO), которая объединила студентов из разных частей страны.
В 1955 году Матанзима был избран в Национальный совет Национального конгресса Южной Африки и стал членом его исполнительного комитета. В 1959 году он возглавил создание Панафриканского конгресса Южной Африки (PAC) вместе с Робертом Собукве и другими. PAC противостоял Национальному конгрессу и его мирным методам борьбы за освобождение.
Матанзима был арестован в 1963 году за участие в забастовке и проведении акций протеста. В 1964 году его приговорили к пожизненному заключению в тюрьме на острове Роббенэйланд. Он был освобожден в 1988 году в рамках широкой амнистии, которую объявил президент Фредерик Вильям де Клерк.
После освобождения Матанзима продолжал свою политическую деятельность и в 1994 году был избран в первый демократический парламент Южной Африки. Он был членом Национального совета Восточно-Капской провинции и затем стал председателем комиссии по традиционным делам.
Кроме своей политической деятельности, Матанзима был также известен как писатель и историк. Он написал несколько книг о истории Южной Африки и её народов, а также о своих политических взглядах. Одна из его самых известных книг — «Руины Great Zimbabwe» — посвящена истории великого города, который находится на территории современной Зимбабве.
Матанзима был награждён многими престижными наградами за свою политическую и литературную деятельность.